# Kikuzo Kisaka
Kikuzo Kisaka (木坂 規矩三, Kisaka Kikuzo) foi um futebolista japonês que jogava como atacante.

## Carreira no clube
Kisaka jogou pelo Ōsaka Soccer Club.

## Carreira da seleção nacional
Em maio de 1923, Kisaka foi selecionado para a seleção japonesa para os Jogos do Campeonato do Extremo Oriente de 1923 em Osaka. Nesta competição, em 23 de maio, estreou contra a seleção das Filipinas, perdendo de 2x1. No dia seguinte, jogou contra a República da China perdendo de 5x1. Essas foram as únicas partidas que Kisaka jogou pela seleção japonesa.

### Estatísticas
| Seleção Japonesa | Seleção Japonesa | Seleção Japonesa | Fonte |
| Ano              | Jogos            | Gols             | [ 3 ] |
| ---------------- | ---------------- | ---------------- | ----- |
| 1923             | 2                | 0                | [ 3 ] |
| Total            | 2                | 0                | [ 3 ] |